# 热那亚湾

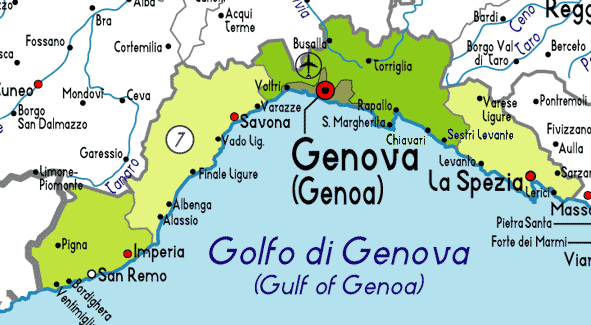

热那亚湾（義大利語：Golfo di Genova）位于利古里亚海最北端，西起拉斯佩齐亚、东至因佩里亚，长约125公里。
热那亚湾畔最大的城市是热那亚。
44°10′N 8°55′E / 44.17°N 8.92°E